# Feria de los Pueblos y Ciudades de Málaga
La Feria de los Pueblos y las Ciudades de Málaga, o simplemente Feria de los Pueblos, es una feria que se celebra anualmente en la ciudad andaluza de Málaga, España. Esta feria tiene como protagonistas a los municipios de la provincia de Málaga y está organizada por la Diputación Provincial.
Las últimas ediciones de la feria vienen celebrándose en el Palacio de Ferias y Congresos de Málaga, inaugurado en 2003. La feria se divide en expositores donde se exhibe información institucional y otros sectores como la innovación, la cultura, la cultura emprendedora, artesanía, turismo, agroalimentaria, medio ambiente, comunicación y participación ciudadana, teniendo un especial peso la gastronomía y artesanía.

## Aclaración
La Feria de los Pueblos, de ámbito provincial y celebrada en Málaga, no debe confundirse con la Feria internacional de los pueblos celebrada en Fuengirola y Mijas, que exhibe la cultura de países del mundo.